# 東蒲原郡

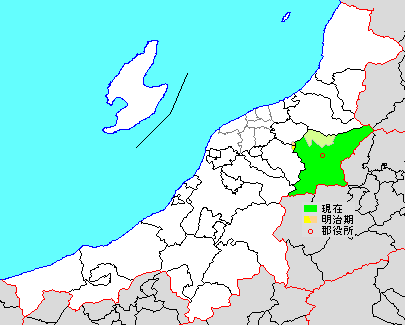
新潟県東蒲原郡の範囲（緑：阿賀町 薄緑：後に他郡から編入した区域 薄黄：後に他郡に編入された区域）

東蒲原郡（ひがしかんばらぐん）は、新潟県下越地方、福島県との県境に接する郡。
人口8,394人、面積952.89km²、人口密度8.81人/km²。（2025年6月1日、推計人口）
以下の1町を含む。
- 阿賀町（あがまち）

## 概要
中心地域として、津川町が栄えた。
かつては越後国でありながらも長く会津地方の影響下にあり、郡の発足当初も福島県へ所属したが、のちの1886年から新潟県の所属となった。

## 郡域
1879年（明治12年）に行政区画として発足した当時の郡域は、以下の区域にあたる。
- 阿賀町の大部分（岡沢・行地・新谷・綱木・古岐・中ノ沢[注釈 1]を除く）
- 阿賀野市の一部（小松）[注釈 2]
- 五泉市の一部（佐取）[注釈 3]

## 近代以前

### 越後国に所属
東蒲原郡にあたる土地は、7世紀（飛鳥時代）の令制国制度によって、越後国（現在の新潟県の本州部分にあたる）に所属した。

### 会津の勢力下
しかし、1172年（承安2年、平安時代後期）に、越後国の豪族であった城氏の城長茂（永用）が、隣接する陸奥国の会津地方（現在の福島県の一部）の有力寺院である慧日寺の僧侶・乗丹坊に、自身の叔母を嫁がせた。そして長茂は現在の東蒲原郡にあたる「小川庄」を慧日寺に寄進し、緊密な関係を結んだ。
これにより東蒲原郡（小川庄）は会津の勢力による支配下に置かれ、また会津の文化圏に属することとなった。
以後700年間弱にわたって同郡は会津の勢力下にあり、1603年（慶長8年）から1868年（慶応4年）にわたる江戸時代においても、本郡の大部分は会津藩の領地であった。

## 近代以降
1868年の明治維新に続く1871年（明治4年）の廃藩置県の直後においても、同様に会津地方を管轄した若松県に所属した。

### 福島県に所属
さらに1876年（明治9年）には、若松県が福島県に併合されたことで、本郡は福島県に属した。
さらに2年後の1878年（明治11年）には郡区町村編制法が施行され、翌1879年（明治12年）に福島県で同法の施行により行政区画としての「東蒲原郡」が発足した。

### 新潟県へ移管

#### 若松県の分県論
若松県が福島県の一部とされたことで、東蒲原郡および会津地方の住民にとっては、自県の県庁が会津の若松町（現在の会津若松市）から、奥羽山脈を隔てて遠く離れた中通りの福島町（現在の福島市）へと移管されたことで不便や衰退をきたした。また、文化や風習も会津と中通りでは異なったという。このため、1881年（明治14年）には「若松県を福島県から再び独立させるべきだ」とする分県運動が起こった。
とくに福島県内の西端にあった本郡は福島県庁へ非常に遠く、最短経路でも約130km前後、徒歩では24時間以上を要した。

#### 県庁の移転論
また、1883年（明治16年）には福島県全体としても、県庁を「県内の北端に位置する福島（現・福島市）ではなく、県の中央に位置する安積郡・郡山町（現在の郡山市）へと移転するべきだ」という運動がおこり、1885年には福島県議会が「県庁を郡山へ移転する」ことを決議した。県議会はそれを大日本帝国政府へ上申した。

#### 東蒲原郡の移管
しかし、若松県の独立論および県庁の郡山移転論は、いずれも中央政府（内務省）から却下された。
政府は県庁を北端の福島に留めることとし、かわりに福島から遠い東蒲原郡を新潟県へと編入して旧若松県から切り離すことで、分県運動を抑え込むことを狙った（事実、本郡からは福島県庁までより新潟県庁までのほうが2倍以上も近い）。
1886年（明治19年）5月25日に、東蒲原郡は福島県から新潟県へと移管された。同時点で新潟県はすでに越後国のうち本郡を除く全域を管轄していたため、本郡は、古来より属した越後国へと再び合流する形となった。

### 移管手続き
移管の事務手続きは、津川町（現阿賀町）の郡役所で行われ、福島県から新潟県へさまざまな事務や書類が引き継がれた。
その引き継ぎ資料を記録した書物『明治十九年東蒲原郡引受書』の中にある『東蒲原郡役所引渡目録』には、具体的な引き渡しの品目が記載されている。同目録には、多数の行政文書や帳簿類のほか、役所の備品として「土瓶10個」や「茶碗20個」「ランプ1個」「蚊帳1張」、また鍬や肥桶に至るまでの品目が一つ一つ数えられて詳細に書き出された。
東蒲原郡の郡域および郡役所は不変であっても、他県へ所属を変更するという処理は、単なる名前の書き換え以上に手間を要する作業であった。

### 郡の存続へ
東蒲原郡が新潟県へと移管された同日、郡の代表者33名が、視察に訪れた新潟県令（県知事）の篠崎五郎に、「東蒲原郡と郡役所を今まで通りに存続してほしい」と請願した。
当時、「小さい郡の独立は経済的に効率が悪いから、東蒲原郡は郡役所を廃止して北蒲原郡に併合すべき」という風聞があったという。これに対して郡代表者たちは、「住民が暮らす地域が10里（約40km）にわたっており、小さい郡ではない」こと、「過去に700年以上も独立した郡として統治されてきた」ことをあげて、郡と郡役所の存続を請願した。
結果として、東蒲原郡の廃止や併合は行われることなく、現代まで東蒲原郡・阿賀町として存続することとなった。

## 年表

### 郡発足までの沿革
- 幕末（1860年前後）時点では、蒲原郡のうち後の本郡域は全域が会津藩領であった。「旧高旧領取調帳」に記載されている明治初年時点での村は以下の通り。（1町69村）

野村、広沢新田村、払川村、九島村、高清水村、野中村、太田村、小山村、芹田村、小杉村、高出村、栃堀村、広瀬村、鍵取新田村、室谷村、八田蟹村、漆沢村、小手茂村、黒谷村、相高島村、明谷沢村、粟瀬村、安用村、押手村、大尾村、柴倉村、土井村、東山村、牧野村、東岐村、石畑村、津川町、平堀村、天満村、花立村、倉平村、焼山村、田沢村、福取村、八ツ田村、鹿瀬村、向鹿瀬村、水沢村、当麻村、菱潟村、船渡村、麦生野村、馬取村、新渡村、実川村、西村、角島村、京瀬村、大牧村、小花地村、谷沢村、白崎村、川口村、吉津村、岩谷村、五十島村、取上村、石戸村、長谷村、熊渡村、石間村、佐取村、小松村、五十沢村、細越村
- 明治元年
  - 9月22日（1868年11月6日） - 会津戦争で会津藩が新政府軍に降伏し、領地を没収される。
  - 10月1日（1868年11月14日） - 旧会津藩領に若松民政局を設置。
  - 12月7日（1869年1月19日） - 旧会津藩領の郷村高帳の引き継ぎ以外の事務が上野館林藩の管轄となる。
  - 12月23日（1869年2月4日） - 旧会津藩領の事務が館林藩と羽前新庄藩の共同管理となる。
- 明治2年5月4日（1869年6月13日） - 若松民政局を廃し、若松県を設置。館林藩・新庄藩の管轄も終了。
- 明治8年（1875年）8月12日 - 以下の村の統合が行われる。（1町33村）

| - 三郷村 ← 野村、天満村、花立村 - 常浪村 ← 広沢新田村、平堀村 - 両郷村 ← 高清水村、野中村 - 豊川村 ← 太田村、小山村、石畑村 - 日野川村 ← 芹田村、小杉村、高出村 - 広谷村 ← 栃堀村、八田蟹村、漆沢村 - 神谷村 ← 広瀬村、鍵取新田村、室谷村 - 三方村 ← 黒谷村、明谷沢村 - 三宝分村 ← 相高島村、粟瀬村、安用村 - 七名村 ← 押手村、大尾村 - 大倉村 ← 柴倉村、土井村 - 小出村 ← 牧野村、東岐村 | - 栄山村 ← 倉平村、焼山村、田沢村 - 鳥井村 ← 福取村、八ツ田村 - 日出谷村 ← 水沢村、当麻村 - 菱渡村 ← 菱潟村、船渡村 - 麦馬渡村 ← 麦生野村、馬取村、新渡村 - 清川村 ← 角島村、京瀬村、大牧村 - 谷花村 ← 小花地村、谷沢村 - 白川村 ← 白崎村、川口村 - 岩津村 ← 吉津村、岩谷村 - 上戸谷渡村 ← 取上村、石戸村、長谷村、熊渡村 - 小石取村 ← 石間村、佐取村、小松村 - 内川村 ← 五十沢村、細越村 |

- 明治9年（1876年）
  - 8月21日 - 第2次府県統合により福島県の管轄となる。
  - 菱渡村・麦馬渡村が合併して豊田村となる。（1町32村）

### 郡発足以降の沿革
- 明治12年（1879年）1月27日 - 郡区町村編制法の福島県での施行により、福島県蒲原郡に行政区画としての東蒲原郡が発足。郡役所を津川町に設置。
- 明治19年（1886年）5月27日 - 新潟県の管轄となる。
- 明治22年（1889年）4月1日 - 町村制の施行により以下の町村が発足。特記以外は現・阿賀町。（1町11村）
  - 津川町（単独町制）
  - 両鹿瀬村 ← 鹿瀬村、向鹿瀬村
  - 日出谷村（単独村制）
  - 豊実村 ← 豊田村、実川村
  - 小川村 ← 常浪村、三郷村、栄山村、鳥井村
  - 上条村 ← 払川村、九島村、両郷村、小出村
  - 西川村 ← 日野川村、豊川村、広谷村、神谷村
  - 東川村 ← 東山村、三方村、小手茂村、七名村、三宝分村、大倉村
  - 揚川村 ← 西村、谷花村、清川村
  - 三川村 ← 岩津村、内川村、白川村、北蒲原郡岡沢村、行地村、新谷村
  - 綱木村 ← 北蒲原郡綱木村、古岐村、中ノ沢新田
  - 下条村 ← 上戸谷渡村（現・阿賀町）、小石取村（現・五泉市、阿賀野市、阿賀町）、五十島村（現・阿賀町）
- 明治30年（1897年）1月1日 - 郡制を施行。
- 明治41年（1908年）9月1日 - 三川村・綱木村が合併し、改めて三川村が発足。（1町10村）
- 大正12年（1923年）3月31日 - 郡会が廃止。郡役所は存続。
- 大正15年（1926年）6月30日 - 郡役所が廃止。以降は地域区分名称となる。
- 昭和29年（1954年）12月1日 - 上条村・西川村・東川村が合併して上川村が発足。（1町8村）
- 昭和30年（1955年）
  - 1月15日（1町5村）
    - 津川町・小川村および揚川村の一部（西・清川）が合併し、改めて津川町が発足。
    - 三川村および下条村の一部（五十島・上戸谷渡および石間・小松）、揚川村の一部（谷花）が合併し、改めて三川村が発足。
    - 下条村の一部（小石取の一部、佐取）が五泉市に編入。

  - 4月1日 - 両鹿瀬村・豊実村・日出谷村が合併して鹿実谷村が発足。（1町3村）
- 昭和31年（1956年）
  - 1月1日
    - 鹿実谷村が町制施行して鹿実谷町となる。（2町2村）
    - 三川村の一部（小松）が北蒲原郡安田村に編入。

  - 1月10日 - 鹿実谷町が改称して鹿瀬町となる。
- 平成17年（2005年）4月1日 - 津川町・鹿瀬町・上川村・三川村が合併して阿賀町が発足。（1町）

### 変遷表
| 旧 郡       | 明治以前   | 明治8年    | 明治9年    | 明治22年 4月1日 町村制施行 | 明治22年 - 大正15年   | 昭和元年 - 昭和30年          | 昭和31年 - 昭和64年                 | 昭和31年 - 昭和64年                | 平成元年 - 現在         | 現在     |
| ----------- | ---------- | ---------- | ---------- | -------------------------- | --------------------- | ---------------------------- | ----------------------------------- | ---------------------------------- | ----------------------- | -------- |
| 東 蒲 原 郡 | 鹿瀬村     | 鹿瀬村     | 鹿瀬村     | 両鹿瀬村                   | 両鹿瀬村              | 昭和30年4月1日 鹿実谷村      | 昭和31年1月1日 町制 鹿実谷町        | 昭和31年1月10日 改称 鹿瀬町        | 平成17年4月1日 阿賀町   | 阿賀町   |
| 東 蒲 原 郡 | 向鹿瀬村   | 向鹿瀬村   | 向鹿瀬村   | 両鹿瀬村                   | 両鹿瀬村              | 昭和30年4月1日 鹿実谷村      | 昭和31年1月1日 町制 鹿実谷町        | 昭和31年1月10日 改称 鹿瀬町        | 平成17年4月1日 阿賀町   | 阿賀町   |
| 東 蒲 原 郡 | 水沢村     | 日出谷村   | 日出谷村   | 日出谷村                   | 日出谷村              | 昭和30年4月1日 鹿実谷村      | 昭和31年1月1日 町制 鹿実谷町        | 昭和31年1月10日 改称 鹿瀬町        | 平成17年4月1日 阿賀町   | 阿賀町   |
| 東 蒲 原 郡 | 当麻村     | 日出谷村   | 日出谷村   | 日出谷村                   | 日出谷村              | 昭和30年4月1日 鹿実谷村      | 昭和31年1月1日 町制 鹿実谷町        | 昭和31年1月10日 改称 鹿瀬町        | 平成17年4月1日 阿賀町   | 阿賀町   |
| 東 蒲 原 郡 | 菱潟村     | 菱渡村     | 豊田村     | 豊実村                     | 豊実村                | 昭和30年4月1日 鹿実谷村      | 昭和31年1月1日 町制 鹿実谷町        | 昭和31年1月10日 改称 鹿瀬町        | 平成17年4月1日 阿賀町   | 阿賀町   |
| 東 蒲 原 郡 | 船渡村     | 菱渡村     | 豊田村     | 豊実村                     | 豊実村                | 昭和30年4月1日 鹿実谷村      | 昭和31年1月1日 町制 鹿実谷町        | 昭和31年1月10日 改称 鹿瀬町        | 平成17年4月1日 阿賀町   | 阿賀町   |
| 東 蒲 原 郡 | 麦生野村   | 麦馬渡村   | 豊田村     | 豊実村                     | 豊実村                | 昭和30年4月1日 鹿実谷村      | 昭和31年1月1日 町制 鹿実谷町        | 昭和31年1月10日 改称 鹿瀬町        | 平成17年4月1日 阿賀町   | 阿賀町   |
| 東 蒲 原 郡 | 馬取村     | 麦馬渡村   | 豊田村     | 豊実村                     | 豊実村                | 昭和30年4月1日 鹿実谷村      | 昭和31年1月1日 町制 鹿実谷町        | 昭和31年1月10日 改称 鹿瀬町        | 平成17年4月1日 阿賀町   | 阿賀町   |
| 東 蒲 原 郡 | 新渡村     | 麦馬渡村   | 豊田村     | 豊実村                     | 豊実村                | 昭和30年4月1日 鹿実谷村      | 昭和31年1月1日 町制 鹿実谷町        | 昭和31年1月10日 改称 鹿瀬町        | 平成17年4月1日 阿賀町   | 阿賀町   |
| 東 蒲 原 郡 | 実川村     | 実川村     | 実川村     | 豊実村                     | 豊実村                | 昭和30年4月1日 鹿実谷村      | 昭和31年1月1日 町制 鹿実谷町        | 昭和31年1月10日 改称 鹿瀬町        | 平成17年4月1日 阿賀町   | 阿賀町   |
| 東 蒲 原 郡 | 払川村     | 払川村     | 払川村     | 上条村                     | 上条村                | 昭和29年12月1日 上川村       | 上川村                              | 上川村                             | 平成17年4月1日 阿賀町   | 阿賀町   |
| 東 蒲 原 郡 | 九島村     | 九島村     | 九島村     | 上条村                     | 上条村                | 昭和29年12月1日 上川村       | 上川村                              | 上川村                             | 平成17年4月1日 阿賀町   | 阿賀町   |
| 東 蒲 原 郡 | 高清水村   | 両郷村     | 両郷村     | 上条村                     | 上条村                | 昭和29年12月1日 上川村       | 上川村                              | 上川村                             | 平成17年4月1日 阿賀町   | 阿賀町   |
| 東 蒲 原 郡 | 野中村     | 両郷村     | 両郷村     | 上条村                     | 上条村                | 昭和29年12月1日 上川村       | 上川村                              | 上川村                             | 平成17年4月1日 阿賀町   | 阿賀町   |
| 東 蒲 原 郡 | 牧野村     | 小出村     | 小出村     | 上条村                     | 上条村                | 昭和29年12月1日 上川村       | 上川村                              | 上川村                             | 平成17年4月1日 阿賀町   | 阿賀町   |
| 東 蒲 原 郡 | 東岐村     | 小出村     | 小出村     | 上条村                     | 上条村                | 昭和29年12月1日 上川村       | 上川村                              | 上川村                             | 平成17年4月1日 阿賀町   | 阿賀町   |
| 東 蒲 原 郡 | 芹田村     | 日野川村   | 日野川村   | 西川村                     | 西川村                | 昭和29年12月1日 上川村       | 上川村                              | 上川村                             | 平成17年4月1日 阿賀町   | 阿賀町   |
| 東 蒲 原 郡 | 小杉村     | 日野川村   | 日野川村   | 西川村                     | 西川村                | 昭和29年12月1日 上川村       | 上川村                              | 上川村                             | 平成17年4月1日 阿賀町   | 阿賀町   |
| 東 蒲 原 郡 | 高出村     | 日野川村   | 日野川村   | 西川村                     | 西川村                | 昭和29年12月1日 上川村       | 上川村                              | 上川村                             | 平成17年4月1日 阿賀町   | 阿賀町   |
| 東 蒲 原 郡 | 太田村     | 豊川村     | 豊川村     | 西川村                     | 西川村                | 昭和29年12月1日 上川村       | 上川村                              | 上川村                             | 平成17年4月1日 阿賀町   | 阿賀町   |
| 東 蒲 原 郡 | 小山村     | 豊川村     | 豊川村     | 西川村                     | 西川村                | 昭和29年12月1日 上川村       | 上川村                              | 上川村                             | 平成17年4月1日 阿賀町   | 阿賀町   |
| 東 蒲 原 郡 | 石畑村     | 豊川村     | 豊川村     | 西川村                     | 西川村                | 昭和29年12月1日 上川村       | 上川村                              | 上川村                             | 平成17年4月1日 阿賀町   | 阿賀町   |
| 東 蒲 原 郡 | 栃堀村     | 広谷村     | 広谷村     | 西川村                     | 西川村                | 昭和29年12月1日 上川村       | 上川村                              | 上川村                             | 平成17年4月1日 阿賀町   | 阿賀町   |
| 東 蒲 原 郡 | 八田蟹村   | 広谷村     | 広谷村     | 西川村                     | 西川村                | 昭和29年12月1日 上川村       | 上川村                              | 上川村                             | 平成17年4月1日 阿賀町   | 阿賀町   |
| 東 蒲 原 郡 | 漆沢村     | 広谷村     | 広谷村     | 西川村                     | 西川村                | 昭和29年12月1日 上川村       | 上川村                              | 上川村                             | 平成17年4月1日 阿賀町   | 阿賀町   |
| 東 蒲 原 郡 | 広瀬村     | 神谷村     | 神谷村     | 西川村                     | 西川村                | 昭和29年12月1日 上川村       | 上川村                              | 上川村                             | 平成17年4月1日 阿賀町   | 阿賀町   |
| 東 蒲 原 郡 | 鍵取新田村 | 神谷村     | 神谷村     | 西川村                     | 西川村                | 昭和29年12月1日 上川村       | 上川村                              | 上川村                             | 平成17年4月1日 阿賀町   | 阿賀町   |
| 東 蒲 原 郡 | 室谷村     | 神谷村     | 神谷村     | 西川村                     | 西川村                | 昭和29年12月1日 上川村       | 上川村                              | 上川村                             | 平成17年4月1日 阿賀町   | 阿賀町   |
| 東 蒲 原 郡 | 東山村     | 東山村     | 東山村     | 東川村                     | 東川村                | 昭和29年12月1日 上川村       | 上川村                              | 上川村                             | 平成17年4月1日 阿賀町   | 阿賀町   |
| 東 蒲 原 郡 | 小手茂村   | 小手茂村   | 小手茂村   | 東川村                     | 東川村                | 昭和29年12月1日 上川村       | 上川村                              | 上川村                             | 平成17年4月1日 阿賀町   | 阿賀町   |
| 東 蒲 原 郡 | 黒谷村     | 三方村     | 三方村     | 東川村                     | 東川村                | 昭和29年12月1日 上川村       | 上川村                              | 上川村                             | 平成17年4月1日 阿賀町   | 阿賀町   |
| 東 蒲 原 郡 | 明谷沢村   | 三方村     | 三方村     | 東川村                     | 東川村                | 昭和29年12月1日 上川村       | 上川村                              | 上川村                             | 平成17年4月1日 阿賀町   | 阿賀町   |
| 東 蒲 原 郡 | 押手村     | 七名村     | 七名村     | 東川村                     | 東川村                | 昭和29年12月1日 上川村       | 上川村                              | 上川村                             | 平成17年4月1日 阿賀町   | 阿賀町   |
| 東 蒲 原 郡 | 大尾村     | 七名村     | 七名村     | 東川村                     | 東川村                | 昭和29年12月1日 上川村       | 上川村                              | 上川村                             | 平成17年4月1日 阿賀町   | 阿賀町   |
| 東 蒲 原 郡 | 相高島村   | 三宝分村   | 三宝分村   | 東川村                     | 東川村                | 昭和29年12月1日 上川村       | 上川村                              | 上川村                             | 平成17年4月1日 阿賀町   | 阿賀町   |
| 東 蒲 原 郡 | 粟瀬村     | 三宝分村   | 三宝分村   | 東川村                     | 東川村                | 昭和29年12月1日 上川村       | 上川村                              | 上川村                             | 平成17年4月1日 阿賀町   | 阿賀町   |
| 東 蒲 原 郡 | 安用村     | 三宝分村   | 三宝分村   | 東川村                     | 東川村                | 昭和29年12月1日 上川村       | 上川村                              | 上川村                             | 平成17年4月1日 阿賀町   | 阿賀町   |
| 東 蒲 原 郡 | 柴倉村     | 大倉村     | 大倉村     | 東川村                     | 東川村                | 昭和29年12月1日 上川村       | 上川村                              | 上川村                             | 平成17年4月1日 阿賀町   | 阿賀町   |
| 東 蒲 原 郡 | 土井村     | 大倉村     | 大倉村     | 東川村                     | 東川村                | 昭和29年12月1日 上川村       | 上川村                              | 上川村                             | 平成17年4月1日 阿賀町   | 阿賀町   |
| 東 蒲 原 郡 | 津川町     | 津川町     | 津川町     | 津川町                     | 津川町                | 昭和30年1月15日 津川町       | 津川町                              | 津川町                             | 平成17年4月1日 阿賀町   | 阿賀町   |
| 東 蒲 原 郡 | 広沢新田村 | 常浪村     | 常浪村     | 小川村                     | 小川村                | 昭和30年1月15日 津川町       | 津川町                              | 津川町                             | 平成17年4月1日 阿賀町   | 阿賀町   |
| 東 蒲 原 郡 | 平堀村     | 常浪村     | 常浪村     | 小川村                     | 小川村                | 昭和30年1月15日 津川町       | 津川町                              | 津川町                             | 平成17年4月1日 阿賀町   | 阿賀町   |
| 東 蒲 原 郡 | 野村       | 三郷村     | 三郷村     | 小川村                     | 小川村                | 昭和30年1月15日 津川町       | 津川町                              | 津川町                             | 平成17年4月1日 阿賀町   | 阿賀町   |
| 東 蒲 原 郡 | 天満村     | 三郷村     | 三郷村     | 小川村                     | 小川村                | 昭和30年1月15日 津川町       | 津川町                              | 津川町                             | 平成17年4月1日 阿賀町   | 阿賀町   |
| 東 蒲 原 郡 | 花立村     | 三郷村     | 三郷村     | 小川村                     | 小川村                | 昭和30年1月15日 津川町       | 津川町                              | 津川町                             | 平成17年4月1日 阿賀町   | 阿賀町   |
| 東 蒲 原 郡 | 倉平村     | 栄山村     | 栄山村     | 小川村                     | 小川村                | 昭和30年1月15日 津川町       | 津川町                              | 津川町                             | 平成17年4月1日 阿賀町   | 阿賀町   |
| 東 蒲 原 郡 | 焼山村     | 栄山村     | 栄山村     | 小川村                     | 小川村                | 昭和30年1月15日 津川町       | 津川町                              | 津川町                             | 平成17年4月1日 阿賀町   | 阿賀町   |
| 東 蒲 原 郡 | 田沢村     | 栄山村     | 栄山村     | 小川村                     | 小川村                | 昭和30年1月15日 津川町       | 津川町                              | 津川町                             | 平成17年4月1日 阿賀町   | 阿賀町   |
| 東 蒲 原 郡 | 福取村     | 鳥井村     | 鳥井村     | 小川村                     | 小川村                | 昭和30年1月15日 津川町       | 津川町                              | 津川町                             | 平成17年4月1日 阿賀町   | 阿賀町   |
| 東 蒲 原 郡 | 八ツ田村   | 鳥井村     | 鳥井村     | 小川村                     | 小川村                | 昭和30年1月15日 津川町       | 津川町                              | 津川町                             | 平成17年4月1日 阿賀町   | 阿賀町   |
| 東 蒲 原 郡 | 西村       | 西村       | 西村       | 揚川村                     | 揚川村                | 昭和30年1月15日 津川町       | 津川町                              | 津川町                             | 平成17年4月1日 阿賀町   | 阿賀町   |
| 東 蒲 原 郡 | 角島村     | 清川村     | 清川村     | 揚川村                     | 揚川村                | 昭和30年1月15日 津川町       | 津川町                              | 津川町                             | 平成17年4月1日 阿賀町   | 阿賀町   |
| 東 蒲 原 郡 | 京瀬村     | 清川村     | 清川村     | 揚川村                     | 揚川村                | 昭和30年1月15日 津川町       | 津川町                              | 津川町                             | 平成17年4月1日 阿賀町   | 阿賀町   |
| 東 蒲 原 郡 | 大牧村     | 清川村     | 清川村     | 揚川村                     | 揚川村                | 昭和30年1月15日 津川町       | 津川町                              | 津川町                             | 平成17年4月1日 阿賀町   | 阿賀町   |
| 東 蒲 原 郡 | 小花地村   | 谷花村     | 谷花村     | 揚川村                     | 揚川村                | 昭和30年1月15日 三川村       | 三川村                              | 三川村                             | 平成17年4月1日 阿賀町   | 阿賀町   |
| 東 蒲 原 郡 | 谷沢村     | 谷花村     | 谷花村     | 揚川村                     | 揚川村                | 昭和30年1月15日 三川村       | 三川村                              | 三川村                             | 平成17年4月1日 阿賀町   | 阿賀町   |
| 北 蒲 原 郡 | 綱木村     | 綱木村     | 綱木村     | 綱木村                     | 明治41年9月1日 三川村 | 昭和30年1月15日 三川村       | 三川村                              | 三川村                             | 平成17年4月1日 阿賀町   | 阿賀町   |
| 北 蒲 原 郡 | 古岐村     | 古岐村     | 古岐村     | 綱木村                     | 明治41年9月1日 三川村 | 昭和30年1月15日 三川村       | 三川村                              | 三川村                             | 平成17年4月1日 阿賀町   | 阿賀町   |
| 北 蒲 原 郡 | 中ノ沢新田 | 中ノ沢新田 | 中ノ沢新田 | 綱木村                     | 明治41年9月1日 三川村 | 昭和30年1月15日 三川村       | 三川村                              | 三川村                             | 平成17年4月1日 阿賀町   | 阿賀町   |
| 北 蒲 原 郡 | 岡沢村     | 岡沢村     | 岡沢村     | 三川村                     | 明治41年9月1日 三川村 | 昭和30年1月15日 三川村       | 三川村                              | 三川村                             | 平成17年4月1日 阿賀町   | 阿賀町   |
| 北 蒲 原 郡 | 行地村     | 行地村     | 行地村     | 三川村                     | 明治41年9月1日 三川村 | 昭和30年1月15日 三川村       | 三川村                              | 三川村                             | 平成17年4月1日 阿賀町   | 阿賀町   |
| 北 蒲 原 郡 | 新谷村     | 新谷村     | 新谷村     | 三川村                     | 明治41年9月1日 三川村 | 昭和30年1月15日 三川村       | 三川村                              | 三川村                             | 平成17年4月1日 阿賀町   | 阿賀町   |
| 東 蒲 原 郡 | 吉津村     | 岩津村     | 岩津村     | 三川村                     | 明治41年9月1日 三川村 | 昭和30年1月15日 三川村       | 三川村                              | 三川村                             | 平成17年4月1日 阿賀町   | 阿賀町   |
| 東 蒲 原 郡 | 岩谷村     | 岩津村     | 岩津村     | 三川村                     | 明治41年9月1日 三川村 | 昭和30年1月15日 三川村       | 三川村                              | 三川村                             | 平成17年4月1日 阿賀町   | 阿賀町   |
| 東 蒲 原 郡 | 五十沢村   | 内川村     | 内川村     | 三川村                     | 明治41年9月1日 三川村 | 昭和30年1月15日 三川村       | 三川村                              | 三川村                             | 平成17年4月1日 阿賀町   | 阿賀町   |
| 東 蒲 原 郡 | 細越村     | 内川村     | 内川村     | 三川村                     | 明治41年9月1日 三川村 | 昭和30年1月15日 三川村       | 三川村                              | 三川村                             | 平成17年4月1日 阿賀町   | 阿賀町   |
| 東 蒲 原 郡 | 白崎村     | 白川村     | 白川村     | 三川村                     | 明治41年9月1日 三川村 | 昭和30年1月15日 三川村       | 三川村                              | 三川村                             | 平成17年4月1日 阿賀町   | 阿賀町   |
| 東 蒲 原 郡 | 川口村     | 白川村     | 白川村     | 三川村                     | 明治41年9月1日 三川村 | 昭和30年1月15日 三川村       | 三川村                              | 三川村                             | 平成17年4月1日 阿賀町   | 阿賀町   |
| 東 蒲 原 郡 | 取上村     | 上戸谷渡村 | 上戸谷渡村 | 下条村                     | 下条村                | 昭和30年1月15日 三川村       | 三川村                              | 三川村                             | 平成17年4月1日 阿賀町   | 阿賀町   |
| 東 蒲 原 郡 | 石戸村     | 上戸谷渡村 | 上戸谷渡村 | 下条村                     | 下条村                | 昭和30年1月15日 三川村       | 三川村                              | 三川村                             | 平成17年4月1日 阿賀町   | 阿賀町   |
| 東 蒲 原 郡 | 長谷村     | 上戸谷渡村 | 上戸谷渡村 | 下条村                     | 下条村                | 昭和30年1月15日 三川村       | 三川村                              | 三川村                             | 平成17年4月1日 阿賀町   | 阿賀町   |
| 東 蒲 原 郡 | 熊渡村     | 上戸谷渡村 | 上戸谷渡村 | 下条村                     | 下条村                | 昭和30年1月15日 三川村       | 三川村                              | 三川村                             | 平成17年4月1日 阿賀町   | 阿賀町   |
| 東 蒲 原 郡 | 五十島村   | 五十島村   | 五十島村   | 下条村                     | 下条村                | 昭和30年1月15日 三川村       | 三川村                              | 三川村                             | 平成17年4月1日 阿賀町   | 阿賀町   |
| 東 蒲 原 郡 | 石間村     | 小石取村   | 小石取村   | 下条村                     | 下条村                | 昭和30年1月15日 三川村       | 三川村                              | 三川村                             | 平成17年4月1日 阿賀町   | 阿賀町   |
| 東 蒲 原 郡 | 小松村     | 小石取村   | 小石取村   | 下条村                     | 下条村                | 昭和30年1月15日 三川村       | 昭和31年1月1日 北蒲原郡安田村に編入 | 昭和35年4月1日 町制 北蒲原郡安田町 | 平成16年4月1日 阿賀野市 | 阿賀野市 |
| 東 蒲 原 郡 | 佐取村     | 小石取村   | 小石取村   | 下条村                     | 下条村                | 昭和30年1月15日 五泉市に編入 | 五泉市                              | 五泉市                             | 平成18年1月1日 五泉市   | 五泉市   |

## 行政
福島県東蒲原郡長
| 代 | 氏名 | 就任年月日                | 退任年月日                | 備考         |
| -- | ---- | ------------------------- | ------------------------- | ------------ |
| 1  |      | 明治12年（1879年）1月27日 |                           |              |
|    |      |                           | 明治19年（1886年）5月26日 | 新潟県に移管 |

新潟県東蒲原郡長
| 代 | 氏名 | 就任年月日                | 退任年月日                | 備考                   |
| -- | ---- | ------------------------- | ------------------------- | ---------------------- |
| 1  |      | 明治19年（1886年）5月27日 |                           |                        |
|    |      |                           | 大正15年（1926年）6月30日 | 郡役所廃止により、廃官 |